# بريداتور (فلم)
فيلم بريداتور (بالإنجليزية: Predator) هو فيلم أمريكي تم إنتاجه عام 1987 من إخراج جون مكتيرنان ومن بطولة آرنولد شوارزنيجر

## قصة الفيلم
يتحدث عن مجموعة من الكوماندز تم ارسالها لإنقاذ دبلوماسي أمريكي ولكنهم فوجئوا بوجود شي ما يقتل أفراد الفريق واحد تلو الآخر وهذا الشي هو مخلوق فضائي يستطيع التكيف مع أشجار الغابة ويمكن أن يقوم بإخفاء نفسه وهو يمتلك تقنية دفاعية وهجومية عالية ومتطورة ولكن في النهاية يتمكن البطل من ايجاد طريقة لاخفاء نفسه عن هذا الوحش ومن ثم يقوم بقتاله وفي النهاية بعد معركة طويلة ينجح البطل ارنولد في القضاء على الوحش وتدميره

## روابط إضافية
- مقالات تستعمل روابط فنية بلا صلة مع ويكي بيانات